# Carla Simón
Carla Simón (ur. 22 grudnia 1986 w Barcelonie) – hiszpańska reżyserka i scenarzystka filmowa pochodzenia katalońskiego. W swojej twórczości umieszcza wiele wątków autobiograficznych.

## Życiorys
Urodziła się w Barcelonie, ale wychowała w katalońskiej wiosce Les Planes d'Hostoles. Przed skończeniem szóstego roku życia oboje jej rodzice zmarli na AIDS, w związku z czym Carla musiała zamieszkać z wujem i jego rodziną w miejscowości Garrotxa.
W 2009 ukończyła komunikację audiowizualną na Uniwersytecie Autonomicznym w Barcelonie. Kontynuowała naukę w 2010 w London Film School, gdzie zaczęła kręcić swoje pierwsze filmy krótkometrażowe.
Debiutem fabularnym Simón było Lato 1993 (2017). Ten autobiograficzny dramat psychologiczny, nakręcony w Garrotxy, opowiadał o sześcioletniej dziewczynce, która musi zmierzyć się z nagłą śmiercią swoich rodziców. Film cieszył się dużym uznaniem i zdobył wiele cennych nagród, w tym m.in. za najlepszy debiut reżyserski na 67. MFF w Berlinie oraz Nagrodę Goya dla najlepszego filmu debiutanckiego. Był również oficjalnym hiszpańskim kandydatem do Oscara dla najlepszego filmu nieanglojęzycznego jako drugi w historii obraz nakręcony w języku katalońskim.
Druga fabuła reżyserki, Alcarràs (2022), nakręcona została także na katalońskiej prowincji i dotyczyła zmian zachodzących w życiu rodziny hodowców brzoskwiń. Obraz spotkał się z pozytywnym przyjęciem i przyniósł Simón główną nagrodę Złotego Niedźwiedzia na 72. MFF w Berlinie.
Zasiadała w jury konkursu głównego na 73. MFF w Berlinie (2023).